# Liste der Bodendenkmale in Hanstedt (Nordheide)
In der Liste der Bodendenkmale in Hanstedt sind alle Bodendenkmale der niedersächsischen Gemeinde Hanstedt (Nordheide) aufgelistet. Die Quelle ist der Denkmalatlas Niedersachsen. Der Stand der Liste ist der 19. Oktober 2024.
In den Spalten finden sich folgende Informationen des Bodendenkmales :
- Lage        : geographische Koordinaten
- Bezeichnung : Bezeichnung lt. Denkmalatlas
- Beschreibung: Beschreibung lt. Denkmalatlas
- ID          : Objekt-ID
- Bild        : Bild, ggf. zusätzlich mit Link zu weiteren Fotos im Medienarchiv Wikimedia Commons.

## Hanstedt
| Lage                        | Bezeichnung                  | Beschreibung | ID       | Bild |
| --------------------------- | ---------------------------- | --- | -------- | ---- |
| 53° 13′ 58″ N, 9° 58′ 19″ O | Hanstedt 5, Grabhügel        | Sehr flach und von Forststreifenpflug überpflügt. Durchmesser 10 m, erhaltene Höhe 0,5 m. | 28960052 | BW   |
| 53° 14′ 20″ N, 9° 57′ 44″ O | Hanstedt 6, Grabhügel        | Kräftig gewölbt, im Westen durch Weg und Grenzgraben etwa 5 m breit angeschnitten, Zentrum unversehrt. Durchmesser 15 m, erhaltene Höhe 1,4 m. | 28960053 | BW   |
| 53° 14′ 21″ N, 9° 57′ 45″ O | Hanstedt 7, Grabhügel        | Flach, von Forststreifenpflug überpflügt, sonst unversehrt. Durchmesser 10 m, erhaltene Höhe 0,7 m. | 28960054 | BW   |
| 53° 14′ 42″ N, 9° 57′ 40″ O | Hanstedt 8, Grabhügel        | Wuchtig, steil, von Nordnordost her eine 2 m breite, tiefe Eingrabung bis über das Zentrum hinaus. Durchmesser 18 m, erhaltene Höhe 1,6 m. | 28960055 | BW   |
| 53° 14′ 42″ N, 9° 57′ 42″ O | Hanstedt 9, Grabhügel        | Flach mit steilem Rand und ebener Mitte. Durchmesser 12 m, erhaltene Höhe 0,7 m. | 28960057 | BW   |
| 53° 14′ 40″ N, 9° 57′ 41″ O | Hanstedt 10, Grabhügel       | Breit, flach gewölbt, scheint unversehrt, etwas oval, Durchmesser ca. 19 × 14 Meter und erhaltenen Höhe ca. 1,2 Meter. | 28960056 | BW   |
| 53° 14′ 57″ N, 9° 58′ 9″ O  | Hanstedt 13, Grabhügel       | Flach mit sanft auslaufendem Rand. Große alte Eingrabung in der Mitte von ca. 3 m Länge und ca. 2 m Breite. Durchmesser 12 m, erhaltene Höhe 0,8 m. | 28960058 | BW   |
| 53° 14′ 58″ N, 9° 58′ 10″ O | Hanstedt 14, Grabhügel       | Wuchtig mit schwach erkennbarem Ausbruchgraben eines Steinkreises. Große alte Eingrabung in der Mitte. Durchmesser 14 m, erhaltene Höhe 1,1 m. | 28960059 | BW   |
| 53° 14′ 58″ N, 9° 58′ 11″ O | Hanstedt 15, Grabhügel       | Wuchtig, deutlicher, umlaufender Ausbruchgraben eines Steinkreises. Große alte Eingrabung in der Mitte. Durchmesser 13 m, erhaltene Höhe 1 m. | 28959959 | BW   |
| 53° 14′ 21″ N, 10° 0′ 44″ O | Hanstedt 18, Grabhügel       | Breit, flach, sehr stark zerwühlt durch Kaninchen- und Stellungsbau, auf der Südseite ein Waldweg. | 28952233 | BW   |
| 53° 14′ 31″ N, 10° 0′ 50″ O | Hanstedt 19, Grabhügel       | Mäßig gewölbt, im Zentrum große alte Eingrabung, vermutlich Stellung. Durchmesser Dm. 14 m, erhaltene Höhe 1,1 m | 28952234 | BW   |
| 53° 14′ 41″ N, 10° 0′ 52″ O | Hanstedt 20, Grabhügel       | Flach, breit, in der Mitte große alte Eingrabung mit Zugangsgraben von Nordost (Stellungsbau). Im Osten durch Gemeindeweg angeschnitten. Im Westen von altem Wegezug angeschnitten, der hier eine breite Mulde mit langgezogener, sehr scharfer Kante bildet. Durchmesser 23 × 12 Meter, erhaltene Höhe 1,4 Meter.                 | 28952235 | BW   |
| 53° 16′ 2″ N, 10° 0′ 46″ O  | Hanstedt 22, Grabhügel       | Breit, flach, von Nordwesten etwa 5 m abgegraben, in der Mitte eine neuere Raubgrabung (ca. 2 × 1,5 m). Durchmesser 20 m, erhaltene Höhe 0,8 m. | 28960061 | BW   |
| 53° 16′ 2″ N, 10° 0′ 48″ O  | Hanstedt 23, Grabhügel       | Rund, umlaufende Terrassierung rührt vom Ausbruch des ehemals umgebenden Steinkranzes her. Alte, große Eingrabung stört die Mitte. Durchmesser 12 m, erhaltene Höhe 0,8 m. | 28960062 | BW   |
| 53° 16′ 0″ N, 10° 0′ 48″ O  | Hanstedt 24, Grabhügel       | Mitte durch alte Eingrabungen oder Tierbaue verflacht. Auf Westseite zwei neuere Eingrabungen die auf Raubgrabungsversuche hindeuten. Im Südwesten eine Grube von 2 × 2 m Durchmesser und 0,5 m Tiefe. Nördlich davon ein Nord-Süd ausgerichteter Graben von 5 × 0,6 m und 0,8 m Tiefe. Hügeldurchmesser 15 m, erhaltene Höhe 1 m. | 28960060 | BW   |
| 53° 15′ 59″ N, 10° 0′ 46″ O | Hanstedt 25, Grabhügel       | Breit, flach, Rand verläuft steil, oben flach und sehr zerwühlt, vermutlich von Kaninchen. Durchmesser 15 m, erhaltene Höhe 0,8 m. | 28960064 | BW   |
| 53° 14′ 57″ N, 10° 0′ 46″ O | Hanstedt 26, Grabhügel       | Breit, wuchtig. Großflächige Abgrabungen im Osten und Südosten, in den 1980ern teilweise mit Gartenmüll verfüllt. Durchmesser 20 m, erhaltene Höhe 1,2 m. | 28952369 | BW   |
| 53° 15′ 4″ N, 10° 0′ 58″ O  | Hanstedt 27, Grabhügel       | Steil gewölbt, sehr gut erhalten. Durchmesser 12 m, erhaltene Höhe 1,3 m. | 28952370 | BW   |
| 53° 15′ 4″ N, 10° 1′ 0″ O   | Hanstedt 28, Grabhügel       | Grabhügelrest - nur noch stegartiges Segment der Südhälfte vorhanden. Durchmesser ehemals 13 m, erhaltene Höhe 0,5 m. | 28952371 | BW   |
| 53° 14′ 40″ N, 10° 0′ 50″ O | Hanstedt 29, Grabhügel       | Wuchtig, breit gewölbt, oben etwas eingesunken durch Tierbaue. Im Osten Wegespur, die hart am Fuß des Hügels verläuft. Durchmesser 15 m, Höhe 1,4 m | 28952236 | BW   |
| 53° 14′ 32″ N, 10° 0′ 50″ O | Hanstedt 30, Grabhügel       | Wuchtig, kräftig gewölbt mit steilen Kanten. Eingrabung von Norden bis in die Mitte verlaufend. Durchmesser 15 m, erhaltene Höhe 1,5 m. | 28952372 | BW   |
| 53° 14′ 33″ N, 10° 0′ 51″ O | Hanstedt 31, Grabhügel       | Wuchtig, große alte Eingrabung, vermutlich Stellung in der Mitte. Östlich tief eingeschnittene Wegespuren. Durchmesser 14 m, erhaltene Höhe 1,2 m. | 28952373 | BW   |
| 53° 14′ 18″ N, 10° 0′ 47″ O | Hanstedt 32, Grabhügel       | Rund, Durchmesser 15 m und erhaltenen Höhe 1,2 m. | 28952374 | BW   |
| 53° 13′ 44″ N, 9° 57′ 56″ O | Hanstedt 33, Grabhügel       | Gleichmäßig gewölbt, sehr gut erhalten. Durchmesser 10 m, erhaltene Höhe 1 m. | 28960065 | BW   |
| 53° 13′ 44″ N, 9° 57′ 59″ O | Hanstedt 34, Grabhügel       | Doppelhügel: an einem mit sanft auslaufendem Rand von 10 Meter Durchmesser und 1 Meter Höhe, wurde im Nordwesten ein zweiter mit steilem Rand, von 12 Meter Durchmesser und 1,4 Meter Höhe angefügt. Beide sind sehr gut erhalten.                                                                                                 | 28960066 | BW   |
| 53° 13′ 41″ N, 9° 58′ 6″ O  | Hanstedt 35, Grabhügel       | Steinig mit steilem Rand. Die Mitte ist, besonders an der Südwestseite, etwas eingesunken, vermutlich unversehrt. Durchmesser 11 Meter, erhaltene Höhe 1,4 Meter. | 28960063 | BW   |
| 53° 13′ 45″ N, 9° 57′ 57″ O | Hanstedt 37, Urnengräberfeld | | 28960067 | BW   |
| 53° 14′ 41″ N, 10° 0′ 50″ O | Hanstedt 38, Urnengräberfeld | Flacher Rest, von zwei alten Wegerinnen tief durchschnitten. Durchmesser 12 m, erhaltene Höhe der Teilstücke maximal 0,7 m. | 28960069 | BW   |
| 53° 14′ 33″ N, 10° 0′ 53″ O | Hanstedt 39, Grabhügel       | Grabhügelrest. Von drei historischen Hohlwegen von Nord nach Süd in „Scheiben“ zerlegt, Zentrum vermutlich erhalten. Durchmesser ehemals 12 m, erhaltene Höhe 0,7 m. | 28960068 | BW   |
| 53° 14′ 33″ N, 10° 0′ 54″ O | Hanstedt 40, Grabhügel       | Flach, Westseite durch tief und breit ausgefahrenen Hohlweg völlig abgetragen. Durchmesser 10 m, erhaltene Höhe 0,6 m. | 28960070 | BW   |
| 53° 13′ 43″ N, 9° 57′ 57″ O | Hanstedt 42, Grabhügel       | Flach, aber gleichmäßig gewölbt und sehr gut erhalten. Durchmesser 10 m, erhaltene Höhe 0,7 m. | 28952375 | BW   |
| 53° 13′ 39″ N, 9° 57′ 11″ O | Hanstedt 59, Wüstung         | Brunnen, vermutlich einer unbekannten Wüstung. 115 × 78 cm; T. etwa 1,20 m. Aus unterschiedlich großen Feldsteinen trocken aufgemauert, einige Steine herausgefallen. | 28918392 | BW   |

## Nindorf
| Lage                       | Bezeichnung            | Beschreibung | ID       | Bild |
| -------------------------- | ---------------------- | --- | -------- | ---- |
| 53° 15′ 4″ N, 10° 1′ 48″ O | Nindorf 19, Wegespuren | Sehr eindrucksvoll sichtbar und großflächig erhalten und laufen auf einen kleinen Bach im Nordosten zu. Hier das unvermörteltes Fundament einer Brücke (FStNr. 23), auf welche ein Teil der Wegespuren hinzielt, während die übrigen Spuren den Bach mehr schräg, der allgemeinen Richtung des Postweges folgend, kreuzen. Die alte Poststraße nach Celle. | 28960180 | BW   |

### Nindorf 3
- ID:28960072
- Teils auf, teils nordwestl. eines beherrschenden Erosionsrückens gelegenes Grabhügelfeld mit 1 großem und 15 kleineren, eng beieinander liegenden Grabhügeln. Die Durchmesser 10 – 15 m, die erhaltenen Höhen 0,5 – 0,7 m.

| Lage                        | Bezeichnung | Beschreibung | ID       | Bild |
| --------------------------- | ----------- | --- | -------- | ---- |
| 53° 14′ 31″ N, 10° 2′ 52″ O | Nindorf 3   | Flach, Mitte eingesunken (wahrscheinlich durch Kaninchenbaue). Oberfläche trägt Spuren des Streifenpflugs. Durchmesser 10 m, erhaltene Höhe 0,7 m.                                                                                                | 28960074 | BW   |
| 53° 14′ 32″ N, 10° 2′ 53″ O | Nindorf 4   | Flach gewölbt. Mitte etwas eingesunken (Kaninchenbaue). Rand sehr scharf abgesetzt, was durch das Scharren der Kaninchen verursacht ist. Durchmesser 8 m, erhaltene Höhe 0,6 m.                                                                   | 28960075 | BW   |
| 53° 14′ 32″ N, 10° 2′ 51″ O | Nindorf 5   | Flach, Rand verfließt, Oberfläche durch Kaninchenbaue gestört. Durchmesser 10 m, erhaltene Höhe 0,6 m. | 28960073 | BW   |
| 53° 14′ 32″ N, 10° 2′ 53″ O | Nindorf 6   | Flach, Rand verfließt, Kaninchenbaue stören. Durchmesser 9 m, erhaltene Höhe 0,5 m. | 28960076 | BW   |
| 53° 14′ 31″ N, 10° 2′ 51″ O | Nindorf 7   | Klein, flach, Mitte eingesunken, vermutlich durch alte Kaninchenbaue. Durchmesser 6 m, erhaltene Höhe 0,5 m. | 28960077 | BW   |
| 53° 14′ 33″ N, 10° 2′ 51″ O | Nindorf 8   | Flach mit deutlich abgesetztem Rand. Abgesehen von einigen Kaninchenbauen gut erhalten. Durchmesser 10 m, erhaltene Höhe 0,7 m. | 28960079 | BW   |
| 53° 14′ 33″ N, 10° 2′ 50″ O | Nindorf 9   | Klein, flach. Durchmesser 7,5 m, erhaltene Höhe 0,5 m. | 28960071 | BW   |
| 53° 14′ 33″ N, 10° 2′ 51″ O | Nindorf 10  | Flach gewölbte. Nordseite um ca. 3 m abgegraben, an der Oberfläche alte Kaninchenbaue. Endet vor dem südlich verlaufenden Einschnitt eines Feldweges. Durchmesser 8 m, erhaltene Höhe 0,6 m.                                                      | 28960078 | BW   |
| 53° 14′ 33″ N, 10° 2′ 50″ O | Nindorf 11  | Sehr flach, klein. Durchmesser 6 m, erhaltene Höhe 0,5 m. | 28960173 | BW   |
| 53° 14′ 33″ N, 10° 2′ 50″ O | Nindorf 12  | Sehr flach, klein. Außer einigen Kaninchenbauen unversehrt. Durchmesser 6 m, erhaltene Höhe 0,5 m. | 28960080 | BW   |
| 53° 14′ 33″ N, 10° 2′ 50″ O | Nindorf 13  | Flach, zerwühlt. Im Norden alte Eingrabung mit den Maßen 1 × 1 m. In die Ostseite eine Jagdansitzhütte angebaut. Südseite durch eingefahrenen Feldweg leicht angeschnitten. Durchmesser 10 m, erhaltene Höhe 0,7 m.                               | 28960175 | BW   |
| 53° 14′ 33″ N, 10° 2′ 49″ O | Nindorf 14  | Sehr flach, unscheinbar. Oberflächliche Kaninchenbaue. Durchmesser 5 m, erhaltene Höhe 0,3 m. | 28960176 | BW   |
| 53° 14′ 33″ N, 10° 2′ 49″ O | Nindorf 15  | Sehr flach, ungleichmäßig gewölbt. Vermutlich von alten Kaninchenbau verformt. Durchmesser 5 m, erhaltene Höhe 0,4 m. | 28960177 | BW   |
| 53° 14′ 32″ N, 10° 2′ 49″ O | Nindorf 16  | Klein, kräftig gewölbt. Im Westteil großer Findling aus rotem Granit über der Erde mit Maßen von ca. 1,20 × 0,90 m, H. 0,6 m. Auf dreieckiger Fläche sehr breitem, flache senkrechte Kerbe im Hügelkörper. Durchmesser 5 m, erhaltene Höhe 0,6 m. | 28960174 | BW   |
| 53° 14′ 32″ N, 10° 2′ 49″ O | Nindorf 17  | Völlig zerwühlt durch breitflächige Eingrabung, ca. 3 × 1 m und 0,3 m tief, wahrscheinlich ein Fuchsbau. Durchmesser 6 m, 0,5 m erhaltene Höhe.                                                                                                   | 28960178 | BW   |
| 53° 14′ 32″ N, 10° 2′ 52″ O | Nindorf 27  | Fast rund, Kuppe abgeflacht und flächig von Pflanzungsfurchen überzogen. Durchmesser 10 m, erhaltene Höhe 0,6 m. | 28960179 | BW   |

## Ollsen
| Lage                        | Bezeichnung          | Beschreibung | ID       | Bild |
| --------------------------- | -------------------- | --- | -------- | ---- |
| 53° 13′ 39″ N, 10° 0′ 49″ O | Ollsen 28, Grabhügel | Im Westen und Osten Hügelfuß sehr stark abgepflügt. Durchmesser 20 m, erhaltene Höhe 1,2 m. | 28960301 | BW   |
| 53° 14′ 10″ N, 10° 0′ 45″ O | Ollsen 29, Grabhügel | Oberfläche unruhig. Von Osten eine ältere Eingrabung von 6 × 2 m. Nordwest und Südost Wegespuren. Durchmesser 15 m, erhaltene Höhe 1,6 m. | 28960302 | BW   |
| 53° 14′ 13″ N, 10° 0′ 45″ O | Ollsen 30, Grabhügel | Breit, flach gewölbt. Störungen durch alte Tierbaue, Ausbruchgraben eines Steinkreis aus vermutlich großen Steinen mit 8 m Durchmesser erkennbar. Im Osten historische Wegespur, im Norden Reste einer tiefen neuzeitliche Sandabgrabung. Durchmesser 15 m, erhaltene Höhe 1,2 m.                                                                                        | 28960303 | BW   |
| 53° 14′ 15″ N, 10° 0′ 46″ O | Ollsen 31, Grabhügel | Wuchtig, steil ansteigend. Umlaufend Ausbruchgraben eines Steinkreises sichtbar. Im Norden auf der Hügelkuppe eine etwa 3 m breite Eingrabung, die fast bis zur Mitte reicht. Die Mitte trägt weitere Eingrabung von etwa 2 × 2 m. Beide vermutlich durch Stellungsbau verursacht und nicht bis in den Kern des Hügels reichend. Durchmesser 20 m, erhaltene Höhe 2,5 m. | 28960304 | BW   |
| 53° 14′ 16″ N, 10° 0′ 46″ O | Ollsen 32, Grabhügel | Sanft gewölbt. Umgeben durch sehr ausgeprägten Ausbruchgraben eines Steinkreises, alte, verwaschene Eingrabung in der Mitte. Durchmesser 12 m, erhaltene Höhe 1 m. | 28960305 | BW   |
| 53° 14′ 15″ N, 10° 0′ 49″ O | Ollsen 34, Grabhügel | Gleichmäßig, sanft gewölbtl, scheinbar unversehrt. Durchmesser 10 m, erhaltene Höhe 0,7 m. | 28960306 | BW   |
| 53° 13′ 42″ N, 10° 0′ 52″ O | Ollsen 37, Grabhügel | Wuchtig, kräftig gewölbt. An Westseite alte, eingefallene Tiergänge. Südseite von Weg angeschnitten, sonst gut erhalten. Durchmesser 20 m, erhaltene Höhe 1,6 m. | 28960308 | BW   |
| 53° 13′ 41″ N, 10° 0′ 55″ O | Ollsen 38, Grabhügel | Flach mit steilem Rand. Im Süden von Weg angeschnitten. Durchmesser 12 m, erhaltene Höhe 0,8 m. | 28960307 | BW   |

### Ollsen 3
- ID:28960184
- Ca. 1,6 km westsüdwestl. von Ollsen gelegenes Grabhügelfeld. Ehemals Gruppe von 24 Grabhügeln, jetzt 6 davon zerstört. Die erhaltenen Grabhügel besitzen Durchmesser von 10 – 18 m und erhaltene Höhen von 0,6 – 1,6 m.

| Lage                        | Bezeichnung | Beschreibung | ID       | Bild |
| --------------------------- | ----------- | --- | -------- | ---- |
| 53° 12′ 46″ N, 9° 59′ 23″ O | Ollsen 3    | Flach mit verfließendem Rand. Scheint unversehrt. Durchmesser 12 m, erhaltene Höhe 0,8 m. | 28960187 | BW   |
| 53° 12′ 46″ N, 9° 59′ 25″ O | Ollsen 4    | Breit, gleichmäßig gewölbt mit verfließendem Rand. An Ostseite ein Findling aus rotem Granit mit den Initialen EG und einem Eisernem Kreuz, vermutlich ein Denkmal für die Gefallenen des 1. Weltkrieges. Durchmesser Dm. 13 m, erhaltene Höhe 1,4 m.                                                       | 28960188 | BW   |
| 53° 12′ 45″ N, 9° 59′ 23″ O | Ollsen 5    | Breit, gleichmäßig gewölbt mit verfließendem Rand. Durchmesser 15 m, erhaltene Höhe 1,4 m. | 28960189 | BW   |
| 53° 12′ 45″ N, 9° 59′ 24″ O | Ollsen 6    | Gleichmäßig gewölbt, scheint unversehrt. Durchmesser 10 m, erhaltene Höhe 1 m. | 28960191 | BW   |
| 53° 12′ 44″ N, 9° 59′ 24″ O | Ollsen 7    | Flach gewölbt mit verfließendem Rand und alter Eingrabung in der Mitte. Durchmesser 10 m, erhaltene Höhe 0,8 m. | 28960192 | BW   |
| 53° 12′ 51″ N, 9° 59′ 20″ O | Ollsen 9    | Breit, flach, sehr zerwühlt und in die Breite gezogen. Von Ostseite her horizontale Eingrabung von 6 × 3 m mit einem Fundament aus Findlingen für inzwischen wieder verschwundenen Schuppen. Von Süden her flache Abgrabung von 4 × 4 m. Feldlesesteine abgelagert. Durchmesser 18 m, erhaltene Höhe 0,8 m. | 28960193 | BW   |
| 53° 12′ 52″ N, 9° 59′ 12″ O | Ollsen 11   | Sanft gewölbt mit verfließendem Rand und Einsenkung in der Mitte, vermutlich durch Kaninchenbaue. Mit Feldlesesteinen belastet. Durchmesser 12 m, erhaltene Höhe 1 m. | 28960194 | BW   |
| 53° 12′ 51″ N, 9° 59′ 10″ O | Ollsen 12   | Wuchtig, gleichmäßig gewölbt mit verfließendem Rand. Auf halben Hang ein breiter, verwaschener umlaufender Ausbruchgraben eines Steinkreises. Mitte eingesunken, wohl durch alte Tiergänge. Durchmesser 18 m, erhaltene Höhe 1,6 m.                                                                         | 28960195 | BW   |
| 53° 12′ 55″ N, 9° 59′ 5″ O  | Ollsen 13   | Wuchtig, gleichmäßig gewölbt mit kleiner Eingrabung in der Mitte. Durchmesser 15 m, erhaltene Höhe 1,6 m. | 28960197 | BW   |
| 53° 12′ 55″ N, 9° 59′ 2″ O  | Ollsen 14   | Breit, sanft gewölbt, Rand verfließt, Oberfläche flach. Außer wenigen Kaninchenbaue unversehrt. Durchmesser 15 m, erhaltene Höhe 1,4 m. | 28960198 | BW   |
| 53° 12′ 56″ N, 9° 59′ 0″ O  | Ollsen 15   | Flach, von Tiergängen zerwühlt und breitgewühlt. Durchmesser 12 m, erhaltene Höhe 0,6 m. | 28960200 | BW   |
| 53° 12′ 58″ N, 9° 58′ 59″ O | Ollsen 16   | Breit, gleichmäßig gewölbt. Nordöstlicher Hügelfuß liegt im Acker und wurde abgepflügt. Durchmesser 13 m, erhaltene Höhe 1,2 m. | 28960201 | BW   |
| 53° 13′ 3″ N, 9° 58′ 57″ O  | Ollsen 20   | Breit mit steilem Rand und eingesunkener Mitte, verursacht durch zahlreiche Tiergänge. Oberflächlich vom Streifenpflug überpflügt, sonst unversehrt. Durchmesser 15 m, die erhaltene Höhe 1,2 m. | 28960199 | BW   |
| 53° 13′ 3″ N, 9° 59′ 2″ O   | Ollsen 21   | Gleichmäßig gewölbt, gestört durch Fuchsbau und von Streifenpflug überpflügt, sonst gut erhalten. Durchmesser 10 m, erhaltene Höhe 0,9 m. | 28960196 | BW   |
| 53° 13′ 4″ N, 9° 59′ 1″ O   | Ollsen 22   | Stark zerwühlt, zahlreiche Tiergänge und vom Streifenpflug überpflügt, im Kern vermutlich unversehrt. Durchmesser 15 m, erhaltene Höhe 1,2 m. | 28960298 | BW   |
| 53° 13′ 5″ N, 9° 59′ 2″ O   | Ollsen 23   | Flach, sehr stark von Tiergängen zerwühlt und dadurch in der Mitte eingesunken sowie vom Streifenpflug überpflügt. Durchmesser 10 m, erhaltene Höhe 0,8 m. | 28960296 | BW   |
| 53° 13′ 4″ N, 9° 59′ 4″ O   | Ollsen 24   | Wuchtig, gleichmäßig gewölbt. In der Mitte flache Eingrabung von 1,8 × 1,0 × 0,3 m. Einige Tiergänge und Spuren des Streifenpflugs. Durchmesser 15 m, erhaltene Höhe 1,5 m. | 28960299 | BW   |
| 53° 13′ 6″ N, 9° 59′ 4″ O   | Ollsen 25   | Gleichmäßig gewölbt mit sanft auslaufendem Rand. Wenige Tiergänge, auch vom Streifenpflug überpflügt, sonst unversehrt. Durchmesser 13 Meter, erhaltene Höhe 1,4 Meter. | 28960300 | BW   |

### Ollsen 36
- ID:28960186
- Ca. 2,5 km westl. von Ollsen gelegene Grabhügelgruppe. Sie besteht aus 9 Grabhügeln von 12 – 20 m Durchmesser und erhaltenen Höhen von 0,7 – 1,4 m.

| Lage                        | Bezeichnung | Beschreibung | ID       | Bild |
| --------------------------- | ----------- | --- | -------- | ---- |
| 53° 13′ 19″ N, 9° 58′ 16″ O | Ollsen 36   | Flach mit sanft auslaufendem Rand. Flächig vom Forststreifenpflug überpflügt und im Südosten durch Gemeindeweg leicht angeschnitten, sonst unversehrt. Durchmesser 13 m, 0,7 m erhaltener Höhe.                | 28960297 | BW   |
| 53° 13′ 26″ N, 9° 58′ 12″ O | Ollsen 41   | Stark zerwühlt, Evtl. die Reste eines kleinen Steingrab, dem die Steine geraubt wurden. Verstürzte rechtwinkelige Eingrabungen lassen dies vermuten. 17 m Länge und 10 m Breite und 1 m erhaltener Höhe.       | 28960310 | BW   |
| 53° 13′ 25″ N, 9° 58′ 10″ O | Ollsen 42   | Breit, flachgewölbt, Oberflächlich von Streifenpflug überpflügt, sonst unversehrt. Durchmesser 13 m, erhaltene Höhe 0,8 m.                                                                                     | 28960311 | BW   |
| 53° 13′ 24″ N, 9° 58′ 11″ O | Ollsen 43   | Ungleichmäßig gewölbt, Rand verfließt und alte Eingrabungen, möglicherweise von Steinräubern. Durchmesser 14 m, erhaltene Höhe 1,2 m.                                                                          | 28960309 | BW   |
| 53° 13′ 23″ N, 9° 58′ 12″ O | Ollsen 44   | An Westseite tiefe Wegespur von Norden nach Süden. Durch Streifenpflug überpflügt, sonst unversehrt. Durchmesser 15 m, erhaltene Höhe 1,4 m.                                                                   | 28960313 | BW   |
| 53° 13′ 22″ N, 9° 58′ 11″ O | Ollsen 45   | Kräftig gewölbt mit deutlich abgesetztem Rand. Alte Eingrabung und Spuren des Streifenpflug sichtbar. Durchmesser 14 m, erhaltene Höhe 1,3 m.                                                                  | 28960312 | BW   |
| 53° 13′ 25″ N, 9° 58′ 12″ O | Ollsen 46   | Flach mit verfließendem Rand. Im Osten und Westen von historischen Wegespuren angeschnitten, flächig vom Streifenpflug überpflügt, im Kern aber vermutlich unversehrt. Durchmesser 12 m, erhaltene Höhe 0,8 m. | 28960315 | BW   |
| 53° 13′ 25″ N, 9° 58′ 12″ O | Ollsen 47   | Sehr flach, breit, Im Osten und Westen von historischen Wegespuren angeschnitten, von Streifenpflug überpflügt, im Kern aber vermutlich unversehrt. Durchmesser 15 m, erhaltene Höhe 0,7 m.                    | 28960316 | BW   |
| 53° 13′ 23″ N, 9° 58′ 24″ O | Ollsen 48   | Breit mit verfließendem Rand, unruhiger Oberfläche und Spuren des Streifenpflugs. Durchmesser 20 m, erhaltene Höhe 1,2 m.                                                                                      | 28960317 | BW   |

## Quarrendorf
| Lage                        | Bezeichnung               | Beschreibung | ID       | Bild |
| --------------------------- | ------------------------- | --- | -------- | ---- |
| 53° 17′ 9″ N, 10° 1′ 49″ O  | Quarrendorf 7, Grabhügel  | Breit wuchtig, sehr große alte Eingrabung stört die Mitte, zwei weitere alte Eingrabungen im Südwestteil. Durchmesser 20 m, erhaltene Höhe 1,4 m. | 28960417 | BW   |
| 53° 17′ 9″ N, 10° 1′ 51″ O  | Quarrendorf 8, Grabhügel  | Ungleichmäßig gewölbt, große, alte Eingrabung reicht vom Nordwestenher bis zur Mitte, zahlreiche Kaninchenbaue. Durchmesser 12 m, erhaltene Höhe 1 m.                                                                                                  | 28960324 | BW   |
| 53° 16′ 46″ N, 10° 1′ 16″ O | Quarrendorf 30, Grabhügel | Breit, Rand verfließend. Große alte Eingrabung (Schützenloch) in der Mitte, ein scharfer Ausbruchgraben eines Steinkreises am Hügelsaum, sowie Reste alter Kaninchenbaue. Durchmesser 15 m, erhaltene Höhe 0,8 – 1,2 m.                                | 28960422 | BW   |
| 53° 17′ 2″ N, 10° 1′ 14″ O  | Quarrendorf 32, Grabhügel | Grabhügelrest. Bereits vor langer Zeit bis auf 0,30 m Höhe abgetragen, Rand noch deutlich erkennbar. Ehemaliger Durchmesser 10 m. | 28960424 | BW   |
| 53° 17′ 4″ N, 10° 1′ 16″ O  | Quarrendorf 45, Grabhügel | Breit, steilrandig, oben flach. Große alte Eingrabung im Westteil, umlaufende Steinkreis ausgebrochen, Kaninchenbaue stören die Oberfläche. Durchmesser 17 m, erhaltene Höhe 1,6 m.                                                                    | 28960430 | BW   |
| 53° 16′ 45″ N, 10° 1′ 17″ O | Quarrendorf 52, Grabhügel | Sanft gewölbt. Eingrabung mit umlaufendem Kranz des Aushubs in der Mitte, Ausbruchgraben eines Steinkreises noch scharf erkennbar. Durchmesser Dm. 10 m, erhaltene Höhe 0,7 m.                                                                         | 28960435 | BW   |
| 53° 16′ 41″ N, 10° 1′ 8″ O  | Quarrendorf 54, Grabhügel | Spitz, von Feldweg überfahren, Ostseite komplett überpflügt. Durchmesser 9 m, erhaltene Höhe 0,5 m. | 28960437 | BW   |
| 53° 16′ 7″ N, 10° 3′ 10″ O  | Quarrendorf 71, Grabhügel | Kräftiger Grabhügel auf Buckel zwischen zwei historischen Wegerinnen gelegen. Durch Kaninchenlöcher zerwühlt und im Nordosten durch Wegezug seitlich angeschnitten. Am Hügelfuß im Südwesten zwei Findlinge. Durchmesser 12,5 m, erhaltene Höhe 1,2 m. | 28960444 | BW   |
| 53° 17′ 8″ N, 10° 1′ 0″ O   | Quarrendorf 73, Grabhügel | Stark zergraben mit steilem Rand und sehr großem Krater in der Mitte. Umlaufend der Ausbruchgraben eines Steinkreises von etwa 7,5 m Durchmesser sichtbar. Gesamtdurchmesser 12 m, erhaltene Höhe 1 m.                                                 | 28960433 | BW   |

### Quarrendorf 3
- ID:28960314
- Auf dem Kamm einer stark ausgebildeten Geländewelle gelegene Grabhügelgruppe aus 6 Grabhügeln mit unterschiedlicher Größe und Erhaltung. Dm. vom 7 – 15 m; H. 0,5 – 1,6 m.

| Lage                        | Bezeichnung    | Beschreibung | ID       | Bild |
| --------------------------- | -------------- | --- | -------- | ---- |
| 53° 16′ 57″ N, 10° 1′ 18″ O | Quarrendorf 3  | Kräftig gewölbt, in der Mitte eine leichte Delle wohl von Tierbauen, sonst gut erhalten. Durchmesser 15 m, erhaltene Höhe 1,6 m.                                                                           | 28960320 | BW   |
| 53° 16′ 59″ N, 10° 1′ 27″ O | Quarrendorf 5  | Breit, flach, alter Ausbruchgraben eines umlaufenden Steinkreises erkennbar. An Nordseite etwa 5 m für Anlage eines Weges abgegraben. Mitte vermutlich unversehrt. Durchmesser 15 m, erhaltene Höhe 0,8 m. | 28960322 | BW   |
| 53° 17′ 0″ N, 10° 1′ 29″ O  | Quarrendorf 6  | Gleichmäßig gewölbt, abgeflacht da etwas auseinandergetragen, wohl durch Kaninchenbaue, trichterartige Eingrabung. Durchmesser 7 m, erhaltene Höhe 0,5 m.                                                  | 28960323 | BW   |
| 53° 16′ 58″ N, 10° 1′ 24″ O | Quarrendorf 31 | Flach aber steilrandig. Durchmesser 12 m, erhaltene Höhe 0,7 m. | 28960423 | BW   |
| 53° 17′ 0″ N, 10° 1′ 30″ O  | Quarrendorf 41 | Gleichmäßig sanft gewölbt, teilweise auseinandergetragen mit mehreren alten Kaninchenbauen. Durchmesser 8 m, erhaltene Höhe 0,5 m.                                                                         | 28960429 | BW   |
| 53° 16′ 58″ N, 10° 1′ 23″ O | Quarrendorf 49 | Sehr flache Kuppe hat sehr verwaschenen Kanten, Hügel stark auseinandergezogen und von zahlreichen Kaninchenbauen durchzogen. Durchmesser ca. 10 m, erhaltene Höhe maximal 0,3 m.                          | 28960432 | BW   |

### Quarrendorf 4
- ID:28960321
- Ostwärts der Straße Quarrendorf-Brackel auf nach NO ansteigendem  Gelände gelegenes Grabhügelfeld mit 20 Grabhügeln, die sich auf einer Fläche von ca. 650 × 300 m verteilen. Dm. variieren von 11 – 20 m und H. von 0,9 – 1,4 m. Einige Hügel sind abgetragen, z. T. noch als helle Verfärbung auf Ackerfläche sichtbar.

| Lage                        | Bezeichnung    | Beschreibung | ID       | Bild |
| --------------------------- | -------------- | --- | -------- | ---- |
| 53° 17′ 4″ N, 10° 2′ 30″ O  | Quarrendorf 23 | Rest. Von Osten her im Kern völlig abgetragen, nur noch ein Mantel an der Westseite. Ehemaliger Durchmesser ca. 15 m. | 28960418 | BW   |
| 53° 17′ 10″ N, 10° 2′ 40″ O | Quarrendorf 24 | Sehr flach gewölbt mit sanft auslaufendem Rand. Oberfläche sehr stark zerwühlt, drei große alte Eingrabungen und ein Ausbruchgraben eines Steinkreises noch deutlich erkennbar; vermutlich innen noch ein weiterer. Durchmesser 20 m, erhaltene Höhe 0,9 m                               | 28960419 | BW   |
| 53° 17′ 10″ N, 10° 2′ 44″ O | Quarrendorf 25 | Flach gewölbt mit eingesunkener Mitte. An der Südostseite alte Eingrabung von etwa 3 m. Durchmesser 12 m, erhaltene Höhe 0,7 m. | 28960319 | BW   |
| 53° 17′ 9″ N, 10° 2′ 45″ O  | Quarrendorf 26 | Wuchtig, ungleichmäßig gewölbt. Große Eingrabung stört die Mitte. Ausbruchgräben eines weiten, umlaufenden Steinkreises und vermutlich eines zweiten, kleineren in der Mitte. Durchmesser 15 m, erhaltene Höhe 1,3 m.                                                                    | 28960318 | BW   |
| 53° 17′ 8″ N, 10° 2′ 46″ O  | Quarrendorf 27 | Gleichmäßig sanft gewölbt, flach mit verfließendem Rand. Kleine Eingrabung in der Mitte, ein Ausbruchgraben des umgebenden Steinkreises. Durchmesser 14 m, erhaltene Höhe 0,8 m. | 28960420 | BW   |
| 53° 17′ 4″ N, 10° 2′ 22″ O  | Quarrendorf 33 | Sanft geböscht mit verfließendem Rand. Große Eingrabung stört die Mitte, beiderseits historische Wegespuren. Durchmesser 15 m, erhaltene Höhe 1,1 m. | 28960425 | BW   |
| 53° 17′ 8″ N, 10° 2′ 49″ O  | Quarrendorf 34 | Doppelhügel. Am großen ist nach Norden hin ein kleinerer angehängt. Deutlich erkennbare Ausbruchgräben von einem Steinkranz. Der Haupthügel in der Mitte unversehrt, der kleine Hügel sehr zerwühlt. Durchmesser des Haupthügels 15 m, des kleinen 10 m. erhaltene Höhe 1,4 m und 0,8 m. | 28960426 | BW   |
| 53° 17′ 2″ N, 10° 2′ 49″ O  | Quarrendorf 37 | Sanft und gleichmäßig gewölbt, evtl. unversehrt. Durchmesser 15 m, erhaltene Höhe 1,1 m. | 28960421 | BW   |
| 53° 17′ 2″ N, 10° 2′ 45″ O  | Quarrendorf 38 | Mit steilem Rand und verflachter Mitte. Nordwestlich der Mitte große, jüngere Eingrabung von etwa 3 m × 3 m × 1,2 m. Durchmesser 20 m, erhaltene Höhe 1,2 m. | 28960427 | BW   |
| 53° 17′ 1″ N, 10° 2′ 37″ O  | Quarrendorf 39 | Flach, sanft gewölbt mit verfließendem Rand. Beiderseits von Nordwest nach Südost verlaufenden, historischen Wegespuren leicht angeschnitten. Durchmesser 12 m, erhaltene Höhe 0,7 m. | 28960428 | BW   |
| 53° 17′ 1″ N, 10° 2′ 44″ O  | Quarrendorf 50 | Sehr flach, sanft gewölbt, in der Mitte alte Eingrabung von 1 × 1 m. Durchmesser 12 m, erhaltene Höhe 0,6 m. | 28960434 | BW   |

## Schierhorn
| Lage                        | Bezeichnung                | Beschreibung | ID       | Bild |
| --------------------------- | -------------------------- | --- | -------- | ---- |
| 53° 16′ 2″ N, 9° 55′ 51″ O  | Schierhorn 3, Grabhügel    | Sehr groß, zugedeckt mit maschinell abgeräumten Sturmschadenholz/Stubbenwall. Durchmesser 20 m, erhaltene Höhe 2 m.                                                                    | 28960439 | BW   |
| 53° 16′ 1″ N, 9° 55′ 55″ O  | Schierhorn 4, Grabhügel    | Gleichmäßig gewölbt, durch Forststreifenpflug überpflügt, sonst unversehrt. Durchmesser 10 m, erhalten Höhe 0,7 m.                                                                     | 28960440 | BW   |
| 53° 15′ 59″ N, 9° 55′ 53″ O | Schierhorn 5, Grabhügel    | Wuchtig, steil und kräftig gewölbt und unversehrt bis auf Spuren des Forststreifenpfluges. Durchmesser 18 m, erhaltene Höhe 1,6 m.                                                     | 28960441 | BW   |
| 53° 16′ 0″ N, 9° 55′ 55″ O  | Schierhorn 6, Grabhügel    | Durchmesser 12 m und 1,5 m erhaltene Höhe. | 28960442 | BW   |
| 53° 15′ 59″ N, 9° 55′ 51″ O | Schierhorn 7, Grabhügel    | Gleichmäßig gewölbt, Außer oberflächlichen Spuren des Streifenpflugs unversehrt. Durchmesser 15 m, erhaltene Höhe 1,3 m.                                                               | 28960538 | BW   |
| 53° 15′ 59″ N, 9° 55′ 57″ O | Schierhorn 8, Grabhügel    | Breit, gleichmäßig gewölbt. Von Forststreifenpflug und möglicherweise Dampfpflug überpflügt. Östliche Seite durch Weg obertägig abgetragen. Durchmesser 15 m und 1,4 m erhaltene Höhe. | 28960539 | BW   |
| 53° 15′ 44″ N, 9° 54′ 31″ O | Schierhorn 9, Grabhügel    | Stark zerwühlt, alte, trichterförmige Eingrabung stört die Mitte, während flächig Forststreifenpflugspuren zu sehen sind. Durchmesser 10 m, erhaltene Höhe 0,8 m.                      | 28960540 | BW   |
| 53° 16′ 10″ N, 9° 56′ 29″ O | Schierhorn 11, Grabhügel   | Breit gewölbt. Alte Kaninchenbaue, im ostnordöstlichen Teil ein Bombentrichter, sonst gut erhalten. Durchmesser 15 m, erhaltene Höhe 1,2 m.                                            | 28960443 | BW   |
| 53° 16′ 9″ N, 9° 56′ 27″ O  | Schierhorn 12, Grabhügel   | Wuchtig, breit gewölbt. Alte Kaninchenbaue stören die Oberfläche, sonst sehr gut erhalten. Durchmesser 17 m, erhaltene Höhe 1,6 m.                                                     | 28960445 | BW   |
| 53° 16′ 8″ N, 9° 56′ 22″ O  | Schierhorn 13, Grabhügel   | Breit, sehr zerwühlt, von Westen her etwa zur Hälfte bogenförmig abgetragen, östlicher Rand steht noch. Durchmesser ca. 20 m, erhaltene Höhe 1,3 m.                                    | 28960543 | BW   |
| 53° 16′ 8″ N, 9° 56′ 21″ O  | Schierhorn 14, Grabhügel   | Gleichmäßig gewölbt, alte Kaninchenbaue stören die Oberfläche, sonst sehr gut erhalten. Durchmesser 10 m, erhaltene Höhe 0,7 m.                                                        | 28960544 | BW   |
| 53° 16′ 7″ N, 9° 56′ 23″ O  | Schierhorn 15, Grabhügel   | Rund, oberflächlich von alten Kaninchenbaue und Forststreifenpflug gestört, sonst gut erhalten. Durchmesser 15 m, erhaltene Höhe 1 m.                                                  | 28960542 | BW   |
| 53° 16′ 6″ N, 9° 56′ 19″ O  | Schierhorn 16, Grabhügel   | Breit, gewölbt. In der Mitte eine quadratische (ca. 1,2 × 1,2 m) Eingrabung sowie flache Fuchsbauten, sonst gut erhalten. Durchmesser 15 m, erhaltene Höhe 1,4 m.                      | 28960436 | BW   |
| 53° 16′ 8″ N, 9° 56′ 19″ O  | Schierhorn 17, Grabhügel   | Breit, flach,. Leicht gestört durch alte Kaninchenbaue, sonst gut erhalten. Durchmesser 15 m, erhaltene Höhe 0,7 m.                                                                    | 28960541 | BW   |
| 53° 16′ 8″ N, 9° 56′ 24″ O  | Schierhorn 18, Grabhügel   | Gleichmäßig, sanft gewölbt. Oberflächlich durch Forststreifenpflug und alte Kaninchenbaue gestört, sonst unversehrt.                                                                   | 28960546 | BW   |
| 53° 16′ 7″ N, 9° 56′ 28″ O  | Schierhorn 19, Grabhügel   | Flach gewölbt, alte Kaninchenbaue sichtbar, sonst unversehrt. Durchmesser 15 m, erhaltene Höhe 0,8 m.                                                                                  | 28960547 | BW   |
| 53° 16′ 5″ N, 9° 55′ 54″ O  | Schierhorn 21, Grabhügel   | Breit, flach, Vermutlich vom Dampfpflug und vom Streifenpflug überpflügt. Durchmesser 15 m, erhaltene Höhe 0,8 m.                                                                      | 28960438 | BW   |
| 53° 16′ 4″ N, 9° 56′ 0″ O   | Schierhorn 27, Grabhügel   | Rund. Direkt westlich an Forstweg, hier eine tiefe Grube, vermutlich Bombentrichter. Durchmesser 10 m, erhaltene Höhe 0,8 m.                                                           | 28960549 | BW   |
| 53° 15′ 44″ N, 9° 54′ 33″ O | Schierhorn 28, Grabhügel   | Stark zerwühlt mit alter Eingrabung in der Mitte und oberflächlichen Spuren des Forststreifenpflugs. Durchmesser 8 m, erhaltene Höhe 0,7 m.                                            | 28960553 | BW   |
| 53° 14′ 49″ N, 9° 55′ 24″ O | Schierhorn 31, Rillenstein | Aus rötlichem Granit, wahrscheinlich umgestürzt. Höhe 2,2 m, Breite 1,65 m, Durchmesser ca. 1 m. Am „Kopfende“ in 1,65 m Höhe eine umlaufende Rille.                                   | 28960555 | BW   |

### Schierhorn 22
- ID:32829444
- Südlich von Schierhorn, ca. 500 m westl. der Straße nach Wesel gelegene Gruppe von 5 Grabhügeln, Dm. 10 – 18 m, H. 0,5 – 1,6 m. Mehrere Hügel mit älteren Eingrabungen und neueren Beschädigungen durch Fahrspuren.

| Lage                        | Bezeichnung   | Beschreibung | ID       | Bild |
| --------------------------- | ------------- | --- | -------- | ---- |
| 53° 15′ 39″ N, 9° 54′ 11″ O | Schierhorn 22 | Flach, gleichmäßig gewölbt. über die Kuppe eine frische, aber nur flache Fahrspur. Durchmesser 10 m, erhaltene Höhe 0,6 m. | 28960550 | BW   |
| 53° 15′ 39″ N, 9° 54′ 12″ O | Schierhorn 23 | Fast ganz abgefahren oder aberodiert, möglicherweise aber auch flacher Hügel, der von Kaninchen auseinandergewühlt wurde. Über die Kuppe eine frische flache Fahrspur. Durchmesser ca. 15 m, erhaltene Höhe max. 0,5 m.                          | 28960548 | BW   |
| 53° 15′ 37″ N, 9° 54′ 12″ O | Schierhorn 24 | Breit mit verhältnismäßig steilem Rand. Kuppe oben flach, zerwühlt. Alte verwaschene, winkelförmig Eingrabung stört die Mitte. Jüngere tiefe Fahrspuren quer über den Hügel und über südlichen Hügelfuß. Durchmesser 15 m, erhaltene Höhe 0,8 m. | 28960552 | BW   |
| 53° 15′ 35″ N, 9° 54′ 15″ O | Schierhorn 25 | Kräftig gewölbt, alte Eingrabung an Nordwestseite, sowie oberflächlich vom Forststreifenpflug überpflügt, sonst noch gut erhalten. Unmittelbar südlich eine frische Fahrspur. Durchmesser 12 m, erhaltene Höhe 1 m.                              | 28960551 | BW   |
| 53° 15′ 33″ N, 9° 54′ 18″ O | Schierhorn 26 | Wuchtig. Große alte Eingrabung stört den Nordwestteil. Jüngere Fahrspur quer über den Hügel. Durchmesser 18 m, erhaltene Höhe 1,6 m. | 28960554 | BW   |